# Potence (pendaison)
Pour les articles homonymes, voir Potence.

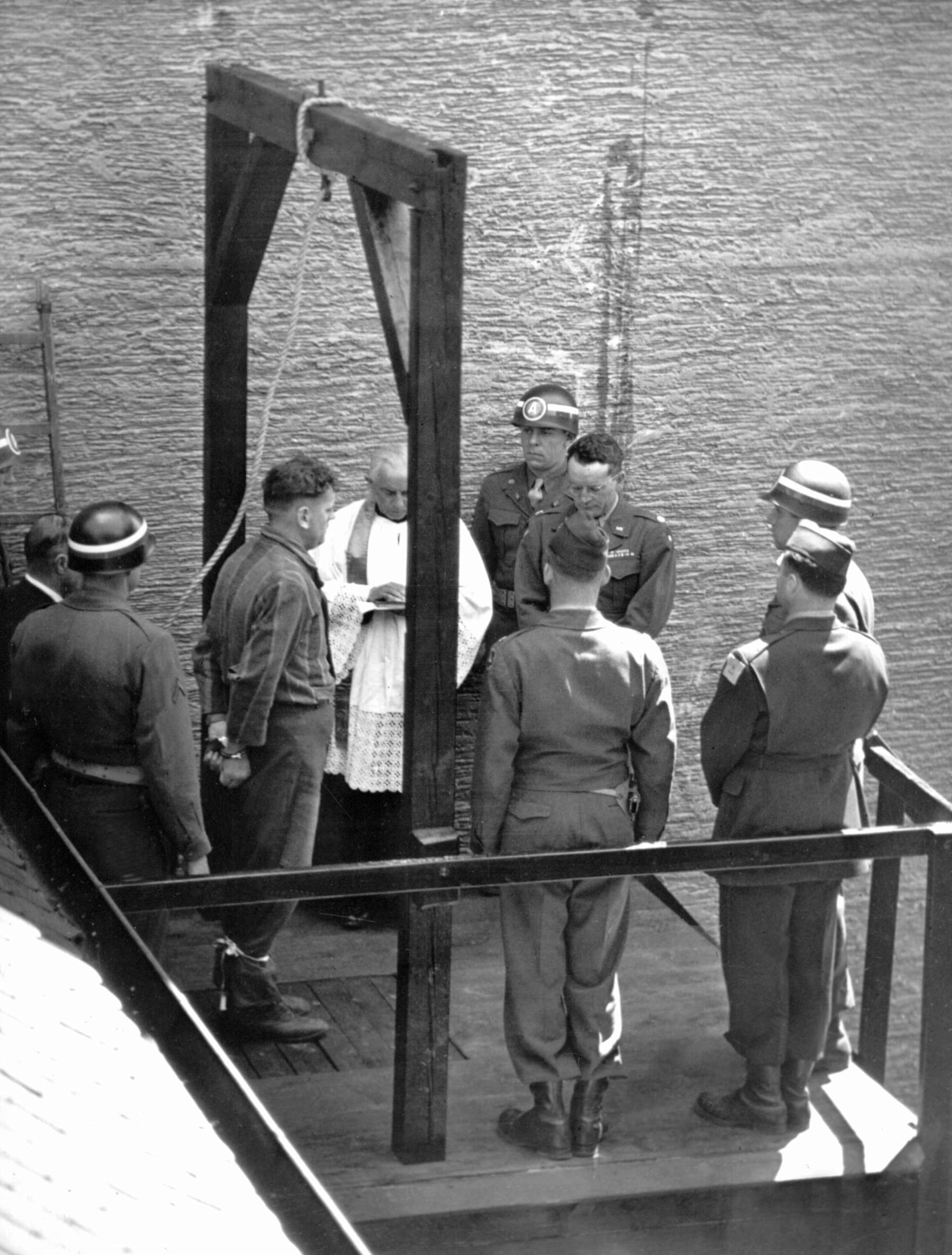
Pendaison d'un criminel de guerre à la prison de Landsberg (Allemagne) en 1946. Le prêtre est Karl Morgenschweis.

Une potence (du latin potentia = puissance, appui), parfois nommée erronément « gibet », est une structure, généralement en bois, utilisée pour les exécutions par pendaison. 
Le terme de « gibet » est souvent utilisé pour désigner les fourches patibulaires destinées à exposer les cadavres des condamnés à mort dans un but de dissuasion mais, contrairement aux gibets et aux fourches patibulaires, la potence ne servait pas à suspendre et à exposer le corps mais à donner la mort. La différence principale entre ces structures réside donc dans leurs fonctions. On utilise également, de manière moins précise, le terme d’échafaud. Le terme de potence vient du latin potentia, le « pouvoir ».

## Structure

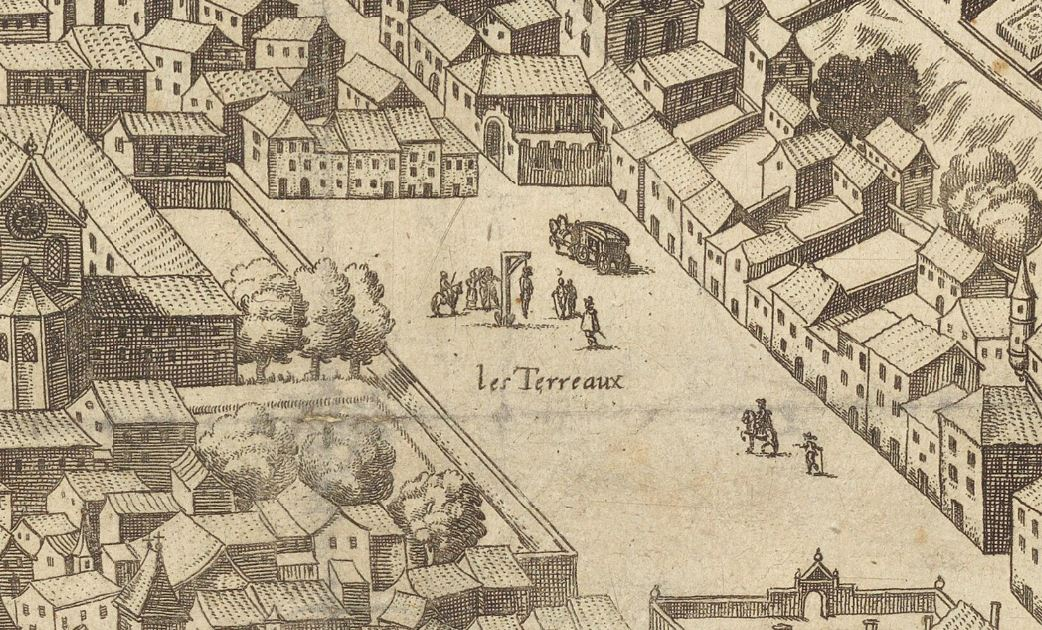
Potence sur la place des Terreaux à Lyon au XVIIe siècle.

Dans sa forme la plus simple, la potence ressemble à un « L » inversé, avec une poutre verticale et une autre horizontale, à laquelle une corde terminée par un nœud coulant est attachée. Elle peut aussi être en forme de « U » inversé. La potence peut être permanente, de manière à exercer un effet dissuasif, à représenter le pouvoir politique, seul habilité à exercer la haute justice  ; ou bien elle peut n'être mise en place qu'à l'occasion d'une exécution. 
Il semblerait que les potences médiévales aient été très hautes car « dans la plupart des cas, le condamné à la pendaison était précipité d’une bonne hauteur, afin que la violence du choc lui brisât la colonne vertébrale tout en l’étouffant, ce qui supposait une potence très élevée ». Celle de Gand aurait ainsi mesuré environ 10 mètres. 

## Emplacement et utilisation
En France, elles étaient généralement placées sur l’une des places principales du village ou de la ville et faisaient partie du « paysage banal du quotidien urbain ». Les potences furent remplacées par la guillotine au moment de la révolution française. À l'époque contemporaine, dans les pays où la pendaison est toujours pratiquée, la potence est le plus souvent érigée à l'intérieur d'une prison.
En France et en Angleterre, les condamnés à la pendaison devaient passer sous l’échelle adossée au gibet alors que leur bourreau la contournait, d'où l'expression « passer sous une échelle porte malheur ».

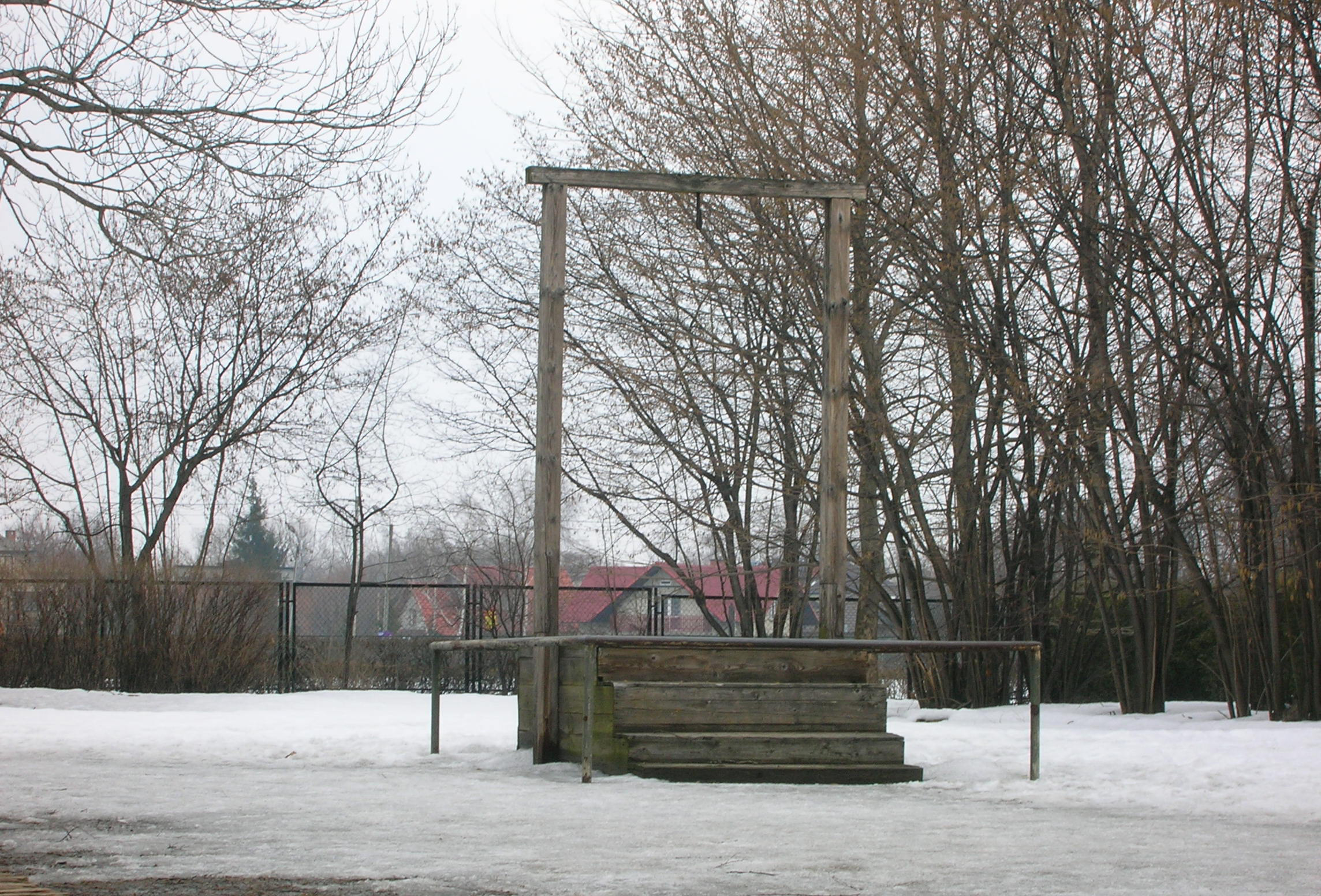
Potence au camp d'Auschwitz.
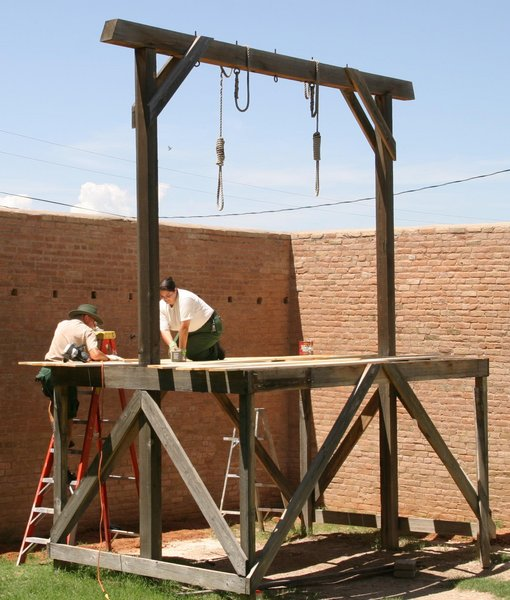
Potence, parc historique du palais de justice de Tombstone en Arizona.
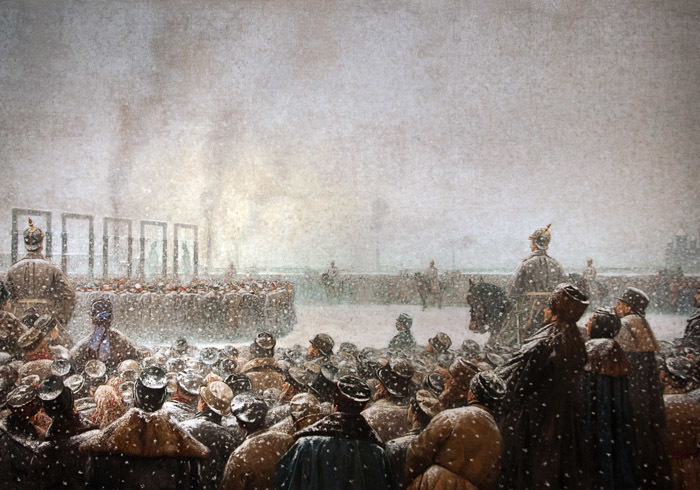
Vassili Vassiliévitch Véréchtchaguine, Peine des conspirateurs en Russie (1884—1885). Musée de l'histoire politique de la Russie.